# كريس بيس
كريس بيس هو سياسي أمريكي، ولد في 16 نوفمبر 1976 في ريتشموند في الولايات المتحدة. نشط حزبياً في الحزب الجمهوري. وقد انتخب عضو مجلس نواب فرجينيا ‏ عن دائرة Virginia's 97th House of Delegates district ‏.

## وصلات خارجية
- الموقع الرسمي